# Gravity Max
Gravity Max (chn. 搶救地心) in Discovery World (Taichung, Taiwan) ist eine Stahlachterbahn vom Modell Tilt Coaster des Herstellers Vekoma, die 2002 eröffnet wurde. Sie ist bisher (Stand November 2023) die einzige Achterbahn vom Modell Tilt Coaster des Herstellers.
Der Zug wird mit einem Lifthill in 34,7 m Höhe auf eine horizontale Plattform gezogen. Dort wird der Zug arretiert, indem ein Haken den letzten Wagen des Zuges festhält. Als weitere Sicherheitsvorkehrung besitzen die Schienen der Plattform am Ende einen großen Stahlblock, der verhindern soll, dass der Zug vorzeitig von der Schiene rollt, sollte der Haken versagen. Nun kippt die Plattform samt Zug langsam, bis sie ein Gefälle von 90° besitzt. Der Block wird weggeschoben und der Haken klinkt sich aus dem Zug aus. Der Zug fährt nun die Abfahrt hinab in einen Tunnel und eine anschließende 180°-Kurve. Es folgt der 26,8 m hohe Looping, bevor der Zug die Schlussbremsen erreicht.

## Züge
Gravity Max besitzt zwei Züge mit jeweils sechs Wagen. In jedem Wagen können vier Personen (zwei Reihen à zwei Personen) Platz nehmen. Als Rückhaltesystem kommen Schulterbügel zum Einsatz.